# 秦王川站
秦王川站（工程名兰州新区南站）位于中华人民共和国甘肃省兰州市皋兰县，是银兰高速铁路上的一座车站，中心里程为银兰高铁K410+181，2022年12月29日随银兰高速铁路中兰段开通而投入使用，由中国铁路兰州局集团兰州车站管辖。车站近期规模为3台8线，是办理旅客列车的到发，通过及旅客乘降等作业的中间站。

## 车站结构
车站设岛式站台3座，到发线8条（含正线2条），有效长度为650m，远期车站规模为9台21线。